# Eizo Yuguchi
Eizo Yuguchi (Osaka, 4. srpnja 1945. – 2. veljače 2003.) japanski je nogometaš.

## Klupska karijera
Igrao je za Yanmar Diesel.

## Reprezentativna karijera
Za japansku reprezentaciju igrao je od 1969. do 1970. godine. Odigrao je 5 utakmica postigavši 1 pogodak.
S japanskom reprezentacijom Eizo Yuguchi je igrao na Olimpijskim igrama 1968.

## Statistika
| Japan  | Japan | Japan |
| Godina | Nast. | Gol.  |
| ------ | ----- | ----- |
| 1969.  | 1     | 0     |
| 1970.  | 4     | 1     |
| Ukupno | 5     | 1     |

## Vanjske poveznice
- National Football Teams
- Japan National Football Team Database